# Women's National Basketball League
A Women's National Basketball League (WNBL) é a liga profissional de basquete feminino da Austrália. Atualmente é composta por oito equipes. Foi fundada em 1981 como uma contrapartida a National Basketball League (NBL). A temporada regular é disputada entre outubro e fevereiro com os playoffs em março.

## Times
- Adelaide Lightning
- Bendigo Spirit
- Canberra Capitals
- Dandenong Rangers
- Melbourne Boomers
- Perth Lynx
- Sydney Uni Flames
- Townsville Fire